# Parafia św. Michała Archanioła w Binarowej
Parafia św. Michała Archanioła w Binarowej – parafia znajdująca się w diecezji rzeszowskiej w dekanacie bieckim, erygowana przed 1415 rokiem.   
Parafia posiadała pierwszy kościół drewniany z około 1400 r. (wspomina o nim Jan Długosz); kościół ten spłonął w XV w. Obecny kościół parafialny św. Michała Archanioła, drewniany, zbudowany został w 1500 r., wewnątrz cenna polichromia i wyposażenie. Wieża przykościelna dostawiona w 1596 jest najstarszym tego typu obiektem drewnianym zachowanym w Polsce. Obiekt ten od 2003 roku znajduje się na liście światowego dziedzictwa UNESCO. 
W kościele znajduje się lokalne sanktuarium Matki Bożej Binarowskiej (Wspomożycielki Wiernych) z łaskami słynącym obrazem Matki Bożej. 

## Proboszczowie i administratorzy
Proboszczowie i administratorzy binarowskiej parafii po ok. 1820
- ks. Piotr Sobczakiewicz, ?–1826[3]
- ks. Wincent Latyński, 1826–1827 (administrator)[4]
- ks. Marcel Ołpiński, 1827–1834 (administrator)[5]
- ks. Łukasz Larymowicz, 1833–1834 (administrator)[6]
- ks. Teofil Jamrowicz, 1834–1840 (administrator)[7]
- ks. Jan Molnar, 1840–1877[8]
- ks. Jan Juszczyk, 1877–1880[9]
- ks. Jakub Białas, 1880–1933
- ks. Władysław Strzępek, 1919–1933 (administrator)
- ks. Władysław Strzępek,1933–1954
- ks. Piotr Wenda, 1954–1959 (administrator)
- ks. Władysław Oleksiak, 1959–1992
- ks. Marek Szady, 1992–2005
- ks. Kazimierz Franczak, 2005–2010
- ks. Bogusław Jurczak, 2010 – nadal